# Arnobius der Ältere
Arnobius (der Ältere, auch Arnobius Afer; † um 330) war um das Jahr 300 Rhetor in Sicca Veneria in Numidien. Der semipelagianische Kirchenschriftsteller Arnobius der Jüngere, Bischof in Gallien um 450, ist nicht mit ihm zu verwechseln.

## Vita
Arnobius war wahrscheinlich berberischer Abstammung und stammte aus dem heutigen Le Kef in Tunesien. Zunächst war er ein eifriger Gegner des Christentums; durch ein Traumgesicht soll er dann aber zum christlichen Glauben gefunden haben. Da ihm der Bischof den plötzlichen Sinneswandel nicht glaubte und ihn nicht in die christliche Gemeinde aufnehmen wollte, verfasste Arnobius kurz nach der Christenverfolgung unter Diokletian seine noch erhaltene Apologie Disputationes adversus gentes, auch Adversus nationes genannt, um seinen Glauben zu beweisen. Hieronymus erwähnt Arnobius als Lehrer des Rhetorikers und Kirchenvaters Lactantius.

## Sonstiges
Eine eingehende Beschreibung seines Höhlengleichnisses, wie auch dessen Wirkungsgeschichte und Abgrenzung zu dem von Platon oder Aristoteles, ist in Hans Blumenbergs „Höhlenausgänge“ zu finden.

## Ausgaben
- Editio princeps: Disputationum adversus gentes libri VIII: Nunc primum in lucem editi, Rom, 1542, Digitalisat der Bayerischen Staatsbibliothek. Beim 8. Buch handelt es sich um den irrtümlich Arnobius zugeschriebenen Octavius des Minucius Felix.
- Adversus Nationes Libri VII (online bei The Latin Library)
- Des Afrikaner’s Arnobius sieben Bücher wider die Heiden. Hrsg. von Franz von Besnard. Vogel’sche Verlagsbuchhandlung, 1842 (online).
- Arnobius: Against the Heathen. Translated by Hamilton Bryce and Hugh Campbell. In: Alexander Roberts, James Donaldson, A. Cleveland Coxe (Hrsg.): Ante-Nicene Fathers. Band 6, Christian Literature Publishing Co., Buffalo (NY) 1886 (newadvent.org).
- Arnobius: Seven Books Against the Heathens. Trans. Christian Classics Ethereal Library (online bei IntraText Digital Library).
- Opera Omnia auf Documenta Catholica Omnia, Quelltexte (lateinisch, englisch)